# Guerra giugurtina
La Guerra giugurtina prende il nome dal re Giugurta di Numidia (in lingua berbera: Imenɣi n Yugurten), che dal 111 al 105 a.C. combatté contro i Romani. La fonte principale su questi eventi è il Bellum Iugurthinum scritto dallo storico Sallustio.

## Antefatti

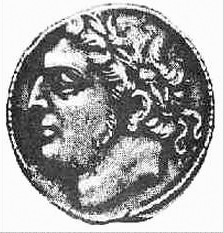
Moneta raffigurante Giugurta.

Dopo aver sconfitto Cartagine, come deterrente contro future minacce Roma aveva lasciato crescere e consolidarsi il regno nordafricano di Numidia, che dopo la morte di Massinissa era passato al figlio Micipsa. Costui portò avanti una politica di rafforzamento economico del regno e in guerra si schierò sempre con Roma. Ma il sovrano commise un errore quando decise che alla sua morte il regno sarebbe stato diviso tra i suoi figli naturali Aderbale e Iempsale e il nipote Giugurta, che aveva dimostrato di avere grandi doti e che si era distinto combattendo per i romani a Numanzia.
Dopo la morte di Micipsa, nel 118 a.C. Giugurta uccise Iempsale e scacciò Aderbale, che si recò a chiedere aiuto ai romani (116 a.C. ca.), che inviarono una commissione: si decise per una nuova suddivisione del regno tra i due fratellastri. La parte orientale (la più ricca) andò ad Aderbale e quella occidentale a Giugurta. Dopo un periodo di tregua, nel 112 a.C. Giugurta assediò Aderbale nella città di Cirta. Impegnata però su altri fronti, Roma si limitò a inviare due ambascerie che chiesero al numida di desistere dall'assedio, ma Giugurta riuscì a tergiversare fino a quando la città fu espugnata. Nel massacro seguito alla capitolazione di Cirta perirono anche tutti gli italici che risiedevano lì e che si erano schierati con Aderbale.

## I primi anni di guerra
Di fronte a questo eccidio, la situazione a Roma precipitò: il Senato, che non aveva agito militarmente, fu accusato dal tribuno della plebe Gaio Memmio di essere stato comprato dal re numida. La reazione romana fu a questo punto immediata: il console Lucio Calpurnio Bestia invase il territorio di Giugurta, ma di fronte all'inefficacia della sua fanteria, troppo pesante per affrontare la cavalleria leggera dei numidi, scese a patti con il re nemico.
Questa mossa offrì il destro al tribuno Memmio per far venire Giugurta a Roma (con un adeguato salvacondotto), affinché egli dimostrasse l'esistenza di accordi coi senatori. Ma quando il numida fu a Roma, un altro tribuno pose il veto e i Romani preferirono chiudere qui la questione, piuttosto che far scoppiare un terremoto istituzionale. Giugurta commise però un errore che gli fu fatale: fece assassinare il cugino Massiva, che s'era rifugiato a Roma. Sebbene i Romani lo lasciassero tornare in patria senza fare storie, il suo destino era ormai segnato. L'anno dopo una nuova spedizione romana, al comando del console Spurio Postumio Albino, attaccò ancora il re numida, ma senza ottenere risultati.
La guerra fu poi continuata dal fratello di Spurio, Aulo Postumio Albino, che fu però sconfitto: l'esercito romano venne fatto prigioniero e umiliato (fu fatto sfilare sotto delle lance incrociate). A Roma scoppiò la bufera: il tribuno Gaio Manilio fece istituire un tribunale speciale, presieduto da Marco Emilio Scauro e con giudici scelti tra gli equites, che processò e condannò molti senatori per corruzione.

## Quinto Cecilio Metello
Nel 109 a.C., a dirigere le operazioni di guerra in Africa fu mandato il console Quinto Cecilio Metello, che conquistò diverse città (tra cui la capitale Cirta) e mise alle corde il re nemico, che però riuscì a riorganizzare il suo esercito, arruolando cavalleria leggera delle tribù dei Mauri e dei Getuli e alleandosi con il re Bocco I di Mauretania (odierno Marocco). Più il tempo passava senza che giungessero risultati concreti e più a Roma la situazione diventava incandescente. Ad approfittarne fu l'eques Gaio Mario, homo novus, legato di Metello in Africa. Nel 108 a.C., Mario ottenne il permesso dal suo comandante di andare a Roma a presentarsi per il consolato.

## Gaio Mario al comando della guerra: la sconfitta di Giugurta
Giunto nella capitale, egli aizzò il popolo contro la classe patrizia corrotta e contro Metello (che di questa classe era un esimio esponente) e così ottenne il consolato. Ma Mario riuscì ad avere dal popolo anche il comando della guerra contro Giugurta. Era la prima volta che il popolo si arrogava il diritto, tradizionalmente del Senato, di fare nomine militari. Un secondo strappo con la tradizione lo fece Mario, che, per sopperire al bisogno di soldati, arruolò proletari in massa (vedi riforma mariana dell'esercito romano). Giunto in Africa, Mario trasformò quest'accozzaglia di uomini in un esercito disciplinato e temibile, di cui seppe guadagnarsi la devozione.
A questo punto, Mario sfoderò un poderoso attacco contro Giugurta, penetrando in profondità nel cuore del suo territorio (107 a.C. e 106 a.C.). Giugurta e Bocco furono allora costretti allo scontro frontale con Mario, che riuscì però a infliggere loro perdite gravissime. Il re di Mauretania aprì quindi trattative segrete coi romani, che furono condotte dal patrizio Lucio Cornelio Silla, questore di Mario. Giocando d'astuzia e d'azzardo, Silla ottenne il sostegno di Bocco, che nel 105 a.C. fece catturare Giugurta, che venne giustiziato l'anno successivo.